# Anommatus diecki
Anommatus diecki är en skalbaggsart som beskrevs av Edmund Reitter 1875. Anommatus diecki ingår i släktet Anommatus, och familjen rovbarkbaggar. Arten är reproducerande i Sverige.